# 式守伊之助 (7代)
7代 式守 伊之助（ななだい しきもり いのすけ、生年不明-1883年8月15日）は、大相撲の立行司。本名は大家？出身地は滋賀県大津市。

## 人物
5代伊之助の弟子、初代の式守与之吉で天保15年（1844年）10月に2代式守勘太夫を継ぎ、安政3年（1856年）に3代式守鬼一郎を名乗ったが、再び勘太夫に戻した。文久3年（1863年）7月に鬼一郎に戻り、序列三位の地位に長らくあった。明治14年（1881年）1月に次席となり、明治16年（1883年）1月に7代式守伊之助を襲名したが、同年8月15日死去。年寄式守秀五郎を兼務していた。